# رینکان (نیومکزیکو)
رینکان (به انگلیسی: Rincon) یک منطقهٔ مسکونی در ایالات متحده آمریکا است که در شهرستان دونیا آنا، نیومکزیکو واقع شده‌است. رینکان ۲٫۷ کیلومتر مربع مساحت و ۲۲۰ نفر جمعیت دارد و ۱٬۲۴۰ متر بالاتر از سطح دریا واقع شده‌است.